# فريد دابانكا
فريد دابانكا (بالإنجليزية: Fred Dabanka)‏، لاعب كرة قدم قطري من أصل غاني.
لعب سابقاً مع النادي الأهلي ونادي مسيمير ونادي الشمال ونادي المرخية.

## روابط خارجية
- فريد دابانكا على موقع قاعدة بيانات كرة القدم.إي يو (الإنجليزية)
- فريد دابانكا على موقع Soccerway.com (الإنجليزية)